# Selbekken
Selbekken is een plaats in de Noorse gemeente Agdenes, provincie Trøndelag. Selbekken telt 394 inwoners (2007) en heeft een oppervlakte van 0,7 km².